# Orsunius electronefelus
Orsunius electronefelus — викопний вид жуків родини жуків-хижаків (Staphylinidae), що існував в Європі у пізньому еоцені. Комаху знайдено у рівненському бурштині з Клесівського кар'єру.

## Опис
Тіло завдовжки 4 мм.